# Monteagudo de las Vicarías
Monteagudo de las Vicarías é um município da Espanha na província de Sória, comunidade autónoma de Castela e Leão, de área 97,04 km² com população de 252 habitantes (2006) e densidade populacional de 2,77 hab/km².

## Demografia
| Variação demográfica do município entre 1991 e 2004 | Variação demográfica do município entre 1991 e 2004 | Variação demográfica do município entre 1991 e 2004 | Variação demográfica do município entre 1991 e 2004 |
| --------------------------------------------------- | --------------------------------------------------- | --------------------------------------------------- | --------------------------------------------------- |
| 1991                                                | 1996                                                | 2001                                                | 2004                                                |
| 367                                                 | 326                                                 | 265                                                 | 268                                                 |